# San Sebastián de La Gomera

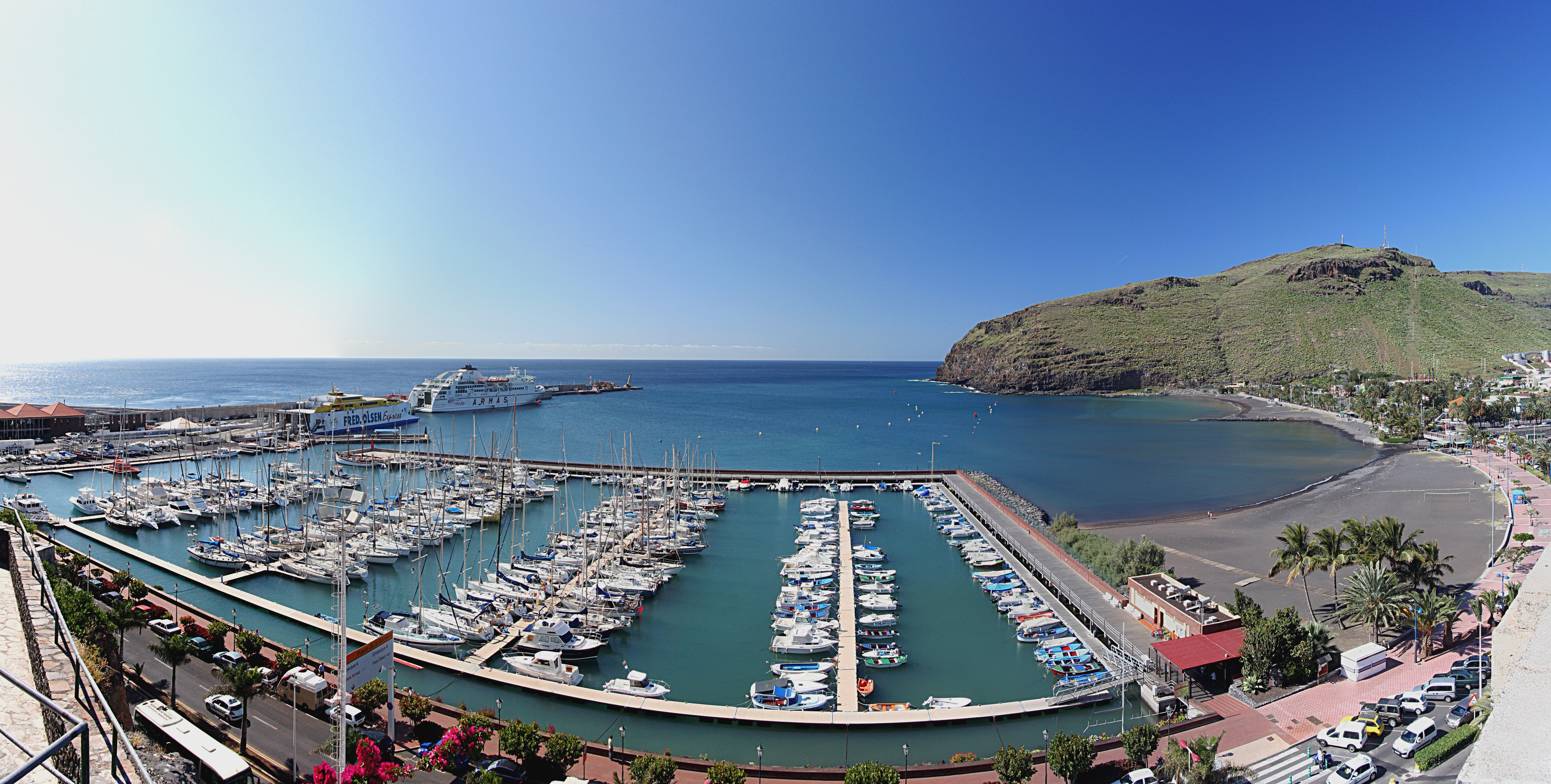
Port i marina w San Sebastián de La Gomera.

San Sebastián de La Gomera – stolica wyspy La Gomera, miasto stołeczne gminy o tej samej nazwie. Populacja według spisu z 2004 roku wynosi 2176 osób (ISTAC, 2004).
San Sebastián de La Gomera jest głównym portem Gomery, turystyczne połączenia promowe z Teneryfą, La Palmą i El Hierro obsługują firmy Fred. Olsen Express oraz Naviera Armas.
W obrębie San Sebastián znajduje się szpital, szkoła, nowoczesny port jachtowy.